# Dermestes spinipennis
Dermestes spinipennis is een keversoort uit de familie spektorren (Dermestidae). De wetenschappelijke naam van de soort werd in 1832 gepubliceerd door Christofori & Jan.